# الکساندراو، استان بارگاز
الکساندراو، استان بارگاز (به لاتین: Aleksandrovo, Burgas Province) یک روستا در بلغارستان است که در استان بورگاس واقع شده‌است.